# François Joseph Dizi
François Joseph Dizi, geboren in Namen  was een Belgisch harpvirtuoos uit het begin van de 19e eeuw.
Hij werd geboren als zoon van een vioolleraar uit Dinant. Hij kreeg dan ook de eerste muzieklessen van zijn vader. Aangezien er geen harpdocent in Namen te vinden was, was hij voor zijn harpspel grotendeels autodidact.
Hij vertrok ongeveer op zestienjarige leeftijd naar het Verenigd Koninkrijk zonder een woord Engels te spreken. Rond deze reis geldt dat hij bij een eerste poging al aan boord van het schip nog in de haven een drenkeling redde en dat het schip zonder hem vertrok en dat hij zijn harp en muziek nooit terug heeft gevonden. Eenmaal toch in Londen ging hij op zoek naar Sébastien Erard (harp- en pianobouwer); het verhaal gaat dat Dizi daarbij letterlijk van deur tot deur ging om hem te vinden. Erard hielp hem aan een harp en liet hem ook spelen. Dat mondde uit in een plaatselijke bekendheid als de beste harpvirtuoos “in town”. Samen met Erard voerde hij diverse verbeteringen door aan de harp (dubbelpedaalharp), bijvoorbeeld het demppedaal. In het concertseizoen 1820/1821 gaf Dizi leiding aan een concert met twaalf harpen. In de beginjaren dertig vertrok Dizi naar Parijs om een perfecte versie van de harp te bouwen. Samen met Camille Pleyel bouwde hij een aantal harpen (Harpe Dizi-Pleyel). Ondertussen gaf hij les aan wat over was van het Franse Hof van Lodewijk Filips I van Frankrijk. Een van die leerlingen Louise Marie van Orléans werd in 1832 de vrouw van Leopold I van België.  Zij nam die harp mee naar België en zo kwam het dat de harp in het bezit kwam van het Koninklijk Conservatorium Brussel. In 1833 ondernam hij nog een concertreis met Frédéric Chopin.   
Van zijn verscheen ook een aantal composities voor harp, waaronder 48 études voor harp.
- Bibliothèque nationale de France: cb14793485t (data)
- CiNii: DA13251160
- Gemeinsame Normdatei: 116145927
- International Standard Name Identifier: 0000 0001 0654 2458
- Library of Congress Control Number: n87146389
- MusicBrainz: e5a96e47-4dc0-48e6-8d21-6b7deaff81f1
- Nationale Bibliotheek van Tsjechië: xx0153267
- Nationale bibliotheek van Australië: 57044764
- Nationale en Universitaire bibliotheek Zagreb: 000627451
- Nederlandse Thesaurus van Auteursnamen: 140111247
- Réseau des bibliothèques de Suisse occidentale: 02-A011410288
- Istituto Centrale per il Catalogo Unico: LO1V186278
- Système universitaire de documentation: 202379019
- Virtual International Authority File: 49969123
- WorldCat: E39PBJxH3TXhDpKTwRCJdVWkXd